# Instituto Nacional de Investigaciones Forestales, Agrícolas y Pecuarias
*El Instituto Nacional de Investigaciones Forestales Agrícolas y Pecuarias (INIFAP) es una institución pública descentralizada dependiente de la Secretaría de Agricultura y Desarrollo Rural (SADER) del Gobierno de México dedicada a la investigación y mejora científica y tecnológica en lo relativo a la silvicultura, agricultura y ganadería en la República Mexicana.
El INIFAP nació en 1985 de la fusión de tres instituciones preexistentes: el Instituto Nacional de Investigaciones Forestales (INIF), Agrícolas (INIA) y Pecuarias (INIP). Está conformado por 1901 empleados, de los cuales 884 son investigadores. Tiene su sede central en la alcaldía de Coyoacán, Ciudad de México, además de trece centros de investigación, setenta y siete campos/sitios experimentales y cuarenta y dos laboratorios repartidos por todos los estados mexicanos.
El INIFAP está comprometido con el desarrollo científico en México, así como con el manejo y conservación de los recursos naturales. Entre los aportes de esta institución, están la creación de vacunas, nuevas metodologías agronómicas, y el desarrollo y la liberación de registro de variedades agrícolas.

## Historia
La investigación agropecuaria institucionalizada nació en 1906 cuando el Ejecutivo Federal informa ante el Congreso de la Unión la iniciación de labores de investigación en dos estaciones agrícolas experimentales: una en El Dorado, Sinaloa, y la otra en Ciudad Juárez, Chihuahua.
A partir de la Revolución Mexicana (1910-1917) se inició un movimiento político que buscaba llevar el conocimiento agrícola a los productores, enseñándoles nuevas técnicas y métodos de trabajo, el extensionismo. Estaba inspirado en el modelo estadounidense, pues en este país eran las instituciones públicas del Gobierno federal las que realizaban las investigaciones y las llevaban a los agricultores.

## Academia
- Velásquez-Valle, R.; Domingo Amador-Ramírez, M. (2007). «Análisis Sobre la Investigación Fitopatológica de Chile Seco (Capsicum annuum L.), Realizada por el Instituto Nacional de Investigaciones Forestales, Agrícolas y Pecuarias en los Estados de Aguascalientes y Zacatecas, México». Revista mexicana de fitopatología 25 (1): 129-144. ISSN 2007-8080. Consultado el 18 de mayo de 2020.
- Vargas Vázquez, M. L. P.; Muruaga Martínez, J. S.; Pérez Herrera, P.; Gill Langarica, H. R.; Esquivel Esquivel, G.; Martínez Damián, M. Á.; Rosales Serna, R.; Mayek Pérez, N. (2008). «Caracterización morfoagronómica de la colección núcleo de la forma cultivada de frijol común del INIFAP». Agrociencia 42 (7). ISSN 1405-3195. Consultado el 18 de mayo de 2020.
- Lázaro, A.; Azpeitia-Morales, A.; Sáenz-Carbonell, L.; Mirafuentes Hernández, F. (2015). «Embriogénesis somática secundaria en el genotipo de cacao (Theobroma cacao L.) inifap 1 y su descripción histológica». Nova scientia 7 (14): 129-144. ISSN 2007-0705. Consultado el 18 de mayo de 2020.
- Sosa Rubio, E. E.; Pérez Rodríguez, D.; Ortega Reyes, L.; Zapata Buenfil, G. (2004). «Evaluación del potencial forrajero de árboles y arbustos tropicales para la alimentación de ovinos». Técnica Pecuaria en México 42 (2): 129-144. ISSN 0040-1889. Consultado el 18 de mayo de 2020.
- Smale, M.; Aguirre, A.; Bellon, M.; Mendoza, J.; Rosas, I. M. (1999). «Farmer Management of Maize Diversity in the Central Valleys of Oaxaca, Mexico: CIMMYT/INIFAP 1998 Baseline Socioeconomic Survey». CIMMYT Economics Working Paper 99-09 (en inglés) (Ciudad de México: CIMMYT). ISSN 0258-8587. Consultado el 18 de mayo de 2020.
- Núñez Hernández, G.; Faz Contreras, R.; Tovar Gómez, M. R.; Zavala Gómez, A. (2001). «Híbridos de maíz para la producción de forraje con alta digestibilidad en el norte de México». Técnica Pecuaria en México 39 (2): 77-88. ISSN 0040-1889. Consultado el 18 de mayo de 2020.
- Espinosa, A.; Sierra MacÌas, M.; Gómez Montiel, N. (2003). «Producción y tecnología de semillas mejoradas de maíz por el INIFAP en el escenario sin la PRONASE». Agronomía Mesoamericana 14 (1): 117-121. ISSN 1021-7444.
- Soberanes Céspedes, N.; Santamaría Vargas, M.; Fragoso Sánchez, H.; García Vázquez, Z. (2002). «Primer caso de resistencia al amitraz en la garrapata del ganado Boophilus microplus en México». Técnica Pecuaria en México 40 (1): 81-92. ISSN 0040-1889. Consultado el 18 de mayo de 2020.
- Rosales Serna, R. (2004). «Variedades mejorada de frijol del instituto nacional de investigaciones forestales, agrícolas y Pecuarias». Biblioteca Central Universidad Autónoma Chapingo, Mexico: 77-88. Consultado el 18 de mayo de 2020.

El INIFAP alberga un repositorio digital con más de 2,000 documentos de acceso libre. Puede visitarse aquí Archivado el 13 de mayo de 2020 en Wayback Machine..